# زمینه‌نوا
| آهنگ قایق آسمانی نسخه‌ای از آهنگ قایق آسمانی با نی‌انبان که یک زمینه‌نوای در مایه (B ♭ ) در سراسر آن شنیده می‌شود. آیا مشکلی با شنیدن این پرونده دارید؟ راهنمای رسانه را ببینید. |

در موسیقی، زَمینه‌نَوا (به انگلیسی: drone) یک نوت پایه یا زیربنایی ممتد [واخوان] است تقریباً در سراسر طول قطعه موسیقی شنیده می‌شود.
زمینه‌نوا بیشتر در موسیقی شرقی و در موسیقی محلی ایرلندی کاربرد دارد و در موسیقی ایرلندی نی‌انبان برای این منظور به‌کار می‌رود.
در موسیقی هندی انواع فعالیت‌های موسیقایی می‌توانند بر فراز زمینه‌نوا یا واخوان صورت گیرند. چنانچه در اجرا، خواننده نیز حضور داشته باشد واخوان توسط وی انتخاب می‌گردد و همهٔ نوازندگان سازهای خود را بر آن مبنا کوک می‌کنند و اگر خواننده نباشد هر نوازنده‌ای می‌تواند آنرا تعیین نماید.